# Apisa Maius
Apisa Maius était une cité d'Afrique proconsulaire, plus précisément de la province de Byzacène, sur le territoire de l'actuelle Tunisie. La cité a été identifiée au site de Tarf ech Chenah. C'est aussi un siège titulaire de l'Église catholique.

## Siège titulaire
Il est la succession d'un ancien évêché dans la ville antique éponyme.

### Titulaires du siège à l'époque contemporaine
Le siège épiscopal est rétabli en 1933.
- Johannes Theodor Suhr (en) (1964-1976)
- Lorenzo Miccheli Filippetti (de) (1976-1978)
- Julio Terrazas Sandoval (1978-1982)
- Josephus Tethool (en) (1982-2010)
- Charles Mahuza Yava (depuis 2010)